# Gare du Fugeret
La gare du Fugeret est une gare ferroviaire française située sur la commune du Fugeret, dans le département des Alpes-de-Haute-Provence.

## Desserte
La gare est desservie par les chemins de fer de Provence, le « train des Pignes » sur la Ligne Nice - Digne (4 a/r par jour).